# Mukah (bahagian)
Mukah is een deelgebied (bahagian) van de deelstaat Sarawak op Borneo in Maleisië.
Het heeft een oppervlakte van 6998 km² en een inwonersaantal van circa 101.600.

## Bestuurlijke indeling
De bahagian Mukah is onderverdeeld in vier districten (daerah):
- Dalat
- Daro
- Matu
- Mukah

Betong · Bintulu · Kapit · Kuching · Limbang · Miri · Mukah · Samarahan · Sarikei · Sibu · Sri Aman